# Alfred Henry Miles
Alfred Henry Miles   (26 de febrer de 1848 - 30 d'octubre de 1929) va ser un prolífic autor de l'edat victoriana, redactor, antòleg, periodista, compositor i professor que va publicar centenars d'obres en una àmplia gamma de temes, des de poesia, i la guerra, a les enciclopèdies de la llar amb informació per a totes les contingències concebibles: un àrbitre popular sobre temes de la recerca domiciliària, i fins i tot consells per al lovelorn. Va ser Membre de la Junta de Tutors per l'alleugeriment de la pobresa.

## Obres més importants
- The Universal Natural History, with Anecdotes Illustrating the Nature, Habits, Manners and Customs of Animals, Birds, Fishes, Reptiles, Insects, etc., etc. edited by Alfred H. Miles, New York : Dodd, Mead and Co., 1895[1]
- The Poets and Poetry of the Century (2a ed., 1904/07), que comprèn 12 vol.;
- Our National Songs, col·lecció de cants en anglès, escocès, irlandès i gal·lès;
- The Land of Songs, manual de notaciómusical per a les escoles;
- diversos llibres d'anècdotes i obres recreatives per a la infància com:
- The Poets and the People (1905);
- Free Trade and other Political Rhymes (1906);
- The New Anecdote Book (1906);
- A Book of Heroes Boys and Men (1907);
- The Booklover's Kalender (1907/14);
- In the Teeth of Adventure up and down the World (1908);
- The Sweep of the Sword (1910);
- A Garland of verse for Young People (1911);
- Where Duty Calls (1912);
- Recitations for Little People (1913);
- With Hunter, Trapper and Scout (1913);
- The Battle and the Breeze Reciter (1914), etc...

## Poesia
La poesia de Miles és desvergonyidament masclista i recorda fortament a Rudyard Kipling.